# John Hough
John Hough (Londra, 21 novembre 1941) è un regista inglese.

## Biografia
John Hough svolse la sua prima attività da regista nella serie televisiva Agente speciale nella stagione 1968, dirigendo episodi quali Super Secret Cypher Snatch e Homicide and Old Lace (Omicidio e vecchi merletti). Nel 1969 girò un episodio pilota per una produzione televisiva basata sul personaggio di Robin Hood dal titolo Wolfshead: The Legend of Robin Hood. Sebbene la nuova serie non fu realizzata, la casa di produzione Hammer Films acquistò l'episodio e lo distribuì nelle sale cinematografiche. Come ha scritto Hough nelle note biografiche allegate al DVD del suo film Gli occhi del parco (1980): "Quel film affondò senza lasciare traccia. Ma nel 1970 un produttore di Hollywood di nome Paul Maslanksy passò di qui in cerca di un nuovo regista per il remake di The Window del 1949, un film nel quale un ragazzino è l'unico testimone di un omicidio e viene braccato dagli assassini".
Il film che ne uscì, Il ragazzo ha visto l'assassino e deve morire (1970), fu ben accolto e la Hammer Films chiese a Hough di realizzare l'episodio finale della trilogia dell'orrore Karnstein, Le figlie di Dracula (1971).
Durante la sua carriera, Hough diresse molti attori famosi tra cui Orson Welles, Bette Davis, Peter Cushing, Roddy McDowall, Peter Fonda, Susan George, Helena Bonham Carter e Richard Harris. Il suo periodo maggiormente creativo si colloca negli anni settanta e ottanta.

## Filmografia

### Cinema
- The Legend of Robin Hood (1969)
- Il ragazzo ha visto l'assassino e deve morire (Eyewitness) (1970)
- Le figlie di Dracula (Twins of Evil) (1971)
- L'isola del tesoro (Treasure Island) (1972)
- Dopo la vita (The Legend of Hell House) (1973)
- Zozza Mary, pazzo Gary (Dirty Mary, Crazy Larry) (1974)
- Incredibile viaggio verso l'ignoto (Escape to Witch Mountain) (1975)
- Gli infallibili tre (The New Avengers), episodio "Cat Amongst the Pigeons" (1976)
- Ritorno dall'ignoto (Return from Witch Mountain) (1978)
- Obiettivo "Brass" (Brass Target) (1978)
- Gli occhi del parco (The Watcher in the Woods) (1980)
- Incubus - Il potere del male (The Incubus) (1981)
- Shunka Wakan - Il trionfo di un uomo chiamato Cavallo (The Triumphs of a Man Called Horse) (1982)
- Avventura nel tempo (Biggles: Adventures in Time) (1986)
- Howling IV (Howling IV: The Original Nightmare) (1988)
- American Gothic (1988)
- Qualcosa in cui credere (Something to Believe In) (1998)
- Bad Karma (2001)

### Televisione
- Agente speciale (The Avengers), episodi "Scacco matto all'ufficio Cifra" (1968), "Il giorno dopo" (1969), "Nebbia" (1969) e "Omicidio e vecchi merletti" (1969)
- Gli invincibili (The Protectors), episodi "2,000 Ft to Die." (1972), "Triple Cross" (1972), "For the Rest of Your Natural..." (1973), "Bagman" (1973) e "Shadbolt" (1974)
- Caccia grossa (The Zoo Gang), episodi "Mindless Murder" (1974), "The Counterfeit Trap" (1974) e "The Twisted Cross" (1974)
- Disneyland, episodio "Escape to Witch Mountain" (1980)
- L'ora del mistero (Hammer House of Mystery and Suspense), episodi "Accadde a Praga", "Un grido lontano" e  "Che fine hanno fatto i favolosi Verne Brothers?" (1984)
- Black Arrow - Film TV (1985)
- Passione sotto la cenere (A Hazard of Hearts) - Film TV (1987)
- La bella e il bandito (The Lady and the Highwayman) - Film TV (1989)
- Un fantasma a Montecarlo (A Ghost in Monte Carlo) - Film TV (1990)
- Duello d'amore (Duel of Hearts) - Film TV (1991)